# محمية بير عياد
محمية بير عياد هي محمية طبيعية في ليبيا. تغطي مساحة 12،000 هكتار (أو 20 كيلومترا مربعا.)،  تم إنشاؤها في عام 1992.

## الموقع
تقع محمية بير عياد في جبل نفوسة، وتقع على بعد 120 كم جنوب غرب طرابلس و 15 كم شمال غرب مدينة يفرن.
منطقة سهل ساحلي. استخدمت المنطقة سابقًا مشروعًا زراعيًا، قبل أن تُصنف محميةً، وتتميز بمناخ شبه قاحل حيث يتراوح معدل تساقط الأمطار ما بين 100-150  ملم/ السنة، ويقدر عدد أنواع النباتات بحوالي 300 نوعاً من أشجار وشجيرات ونباتات حولية ومعمرة.. وأهمها الطلح والجدارية والرتم والقندول والسدر والشیح.